# Jure Pellegrini
Jure Pellegrini, slovenski kajakaš in mehanik, * ?.
Pellegrini je na evropskih prvenstvih osvojil srebrno medaljo leta 1996 v Augsburgu v disciplini K-1 ekipno, v postavi sta bila še Miha Štricelj in Andraž Vehovar. Po koncu kajakaške kariere je več let deloval kot motociklistični mehanik v razredu MotoGP, kjer je bil leta 2015 v ekipi Jorgeja Lorenza, ko je ta osvojil naslov svetovnega prvaka. Kasneje je deloval v ekipi Franca Morbidellija.